# 宮女 (鄂圖曼帝國)

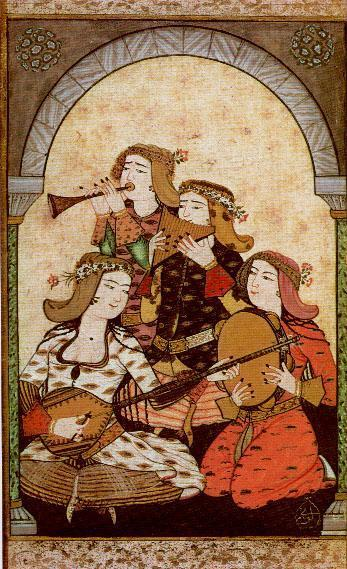
鄂圖曼帝國艾哈邁德三世統治時期宮廷畫家阿卜杜切利爾·勒弗尼筆下的奏樂宮女

鄂圖曼帝國的宮女（土耳其語：Odalık）是後宮中勞動的女性。她們是後宮中的底層成員，主要負責侍奉蘇丹的女性親屬如皇后、太后、妃嬪、公主，以及未成年的皇子等，亦有負責向皇室成員提供娛樂、表演者。她們會按照職級領取一定的俸祿，由皇太后以及吉茲拉阿迦管轄。
宮女的土耳其語名稱本義是女僕，是指居室。則是其法語化的拼法。此外土耳其語有另一詞彙亦可指宮女，而本義是女奴，但此詞不限於指宮女，而則是宮婢之意。
早期後宮的宮女人數約300至500人，一份文件顯示，穆罕默德一世在位時，各級宮女共有456人。宮女的人數自穆罕默德二世至巴耶濟德二世在位期間起開始增加，是因為這段時期蘇丹由以往納鄰近親王國之君主女兒為妃改為從宮女中選出妃嬪。在穆罕默德三世在位期間已增至700人。至十八世紀，宮女由400至800人不等。

## 來源
宮女的來源有幾種。有些由政府派出海關官員（土耳其語：Gümrük Emin）在民間或奴隸市場挑選，亦有些是豪族、富翁等買來作為貢品獻給蘇丹，而克里米亞汗國每年皆會向鄂圖曼帝國朝貢，貢品中包括貢女。也有些是戰俘以及歐洲王室送給蘇丹的禮物。由其他國王室送女性給蘇丹作為禮物除表示友好外，還有就是希望女性能接近蘇丹，作為間諜去為母國取得貿易或政治相關情報。19世紀起，因禁止奴隸買賣，宮女主要是一些切爾克斯人送進宮的女兒。

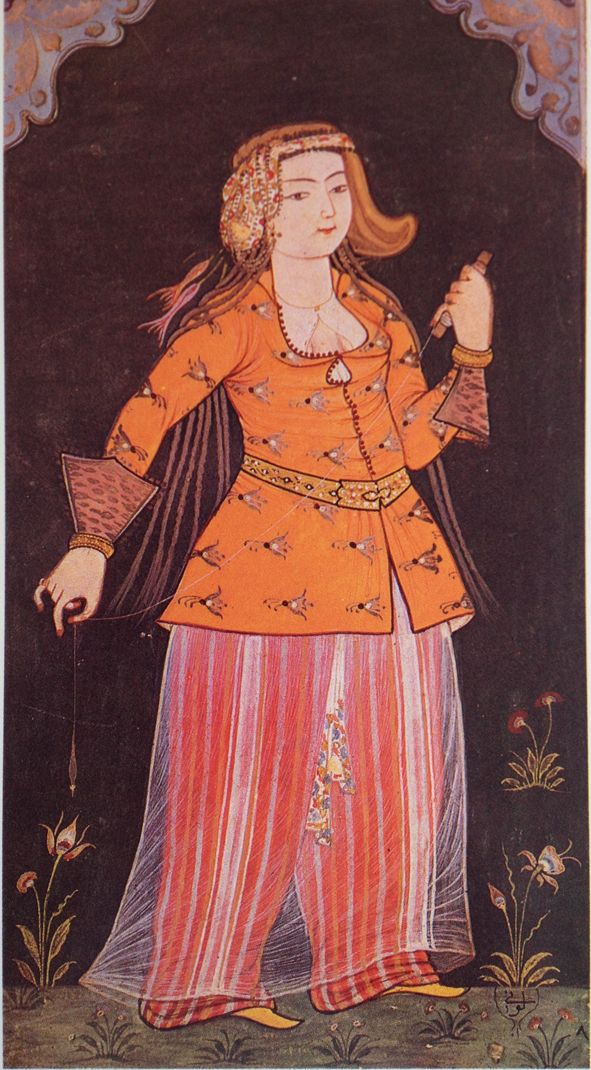
托卡比皇宮中的年輕宮女

奴隸市場中的女孩有些是被父母出售，有些是拐帶而來。她們多是來自高加索地區的格魯吉亞人、切爾克斯人、阿布哈茲人、俄羅斯人等。高加索地區有不少家庭因貧窮而把女兒賣到奴隸市場，希望能夠入宮為宮女，得到溫飽，甚至晉身妃嬪行列。這些女孩被父母送到人販子身邊時只有5至7歲，有些會被馬上賣出，有些則會接受禮儀、彈唱、舞蹈、社交等訓練，至少女時期才會正式出售。當購買者選中一名女孩，會先觀察其行為舉止及檢查身體，翌日才付款給人販子及女孩父母。若發現有不良行為或身體缺陷，則不能賣得好價錢。父母收到錢後就會簽署賣女契約，此後他們對賣掉的女兒不再有任何權利。女孩會再由購買者送進宮參與宮女采選。當時女性進宮為宮女被視為體面的職業，將來即使不能為妃嬪，出宮也有機會嫁給士紳名流。此外還有些宮女是黑奴。

## 生涯
被選的女性正式進宮前要先被女官、穩婆、醫生和後宮宦官首領檢查身體，若發現有缺陷或疾病，則不能進宮。通過檢驗者還要再經皇太后核准才可以在宮中任職。成為宮女後會改名，多為源自波斯語的名字，新名字是按照她們的外貌、容姿、舉止或其他特徵而取，有Laligül（紅玫瑰）、Nazgül（含苞玫瑰）等，例如一個雙頰緋紅的女孩會命名為Gulbahar（綻放玫瑰）。
宮女在宮中主要負責較為輕便的工作，如紡織、縫衣、刺繡等，有時也會負責製作家具，亦有些受訓為護士、穩婆等。也有負責歌舞、彈唱表演者。通常以黑奴出身的宮女負責體力勞動，白人宮女則做較為優雅、體面的工作。女官可依照職掌範圍分為部門女長官（土耳其語：Baş Kalfa Kadın）和內務女官。部門女長官是後宮中各職事部門的長官，管理轄下的宮女。內務女官則是負責後宮本身事務，長官為總管女官（土耳其語：Kâhya Kadın）。
初入宮的宮女為初級宮女（土耳其語：Acemi），有不少是年幼進宮，在宮中長大。初級宮女由掌事女官訓練，先要學習土耳其語，達到一定水準後再學習伊斯蘭教神學、宮廷禮儀、社交技巧、儀表、德行、讀寫、詩文、繪畫、彈唱、舞蹈、裁縫、女紅等，再按她們的專長接受特定技能的訓練，將來分配到特定部門工作。經過一定訓練後可升為見習宮女。掌事女官亦是由宮女因應年資和表現晉升而來，表現良好者可再升為司事女官，派駐宮中不同部門，如負責安排膳食的司膳女官（土耳其語：Çasnigir Usta）、在浣衣房負責管理衣物洗滌的司浣女官（土耳其語：Çamasïr Usta），負責醫藥的司醫女官（土耳其語：Hastali Usta）等。近侍女官（土耳其語：Gedikli）比司事女官再高級，是在蘇丹、皇后、皇太后、皇子、公主、妃嬪側近侍候者，由外表性格較為討好的宮女擔任。這些宮女和女官由女官長（土耳其語：Kethüda）管理。最高級的女官是總管女官，其轄下有御前女官（土耳其語：Hazinedar）。總管女官和御前女官都是由蘇丹在眾女官中欽點，其中御前女官以首席御前女官（土耳其語：Hazinedar Usta）為首，而實際上只有總管女官和首席御前女官才可以一直隨侍蘇丹身邊以及與蘇丹商討事務，御前女官和近侍女官只能在側近候命。
宮女犯罪會被流放。如穆罕默德三世就曾於1764年分別流放兩名宮女至布爾薩和希俄斯。

## 給俸

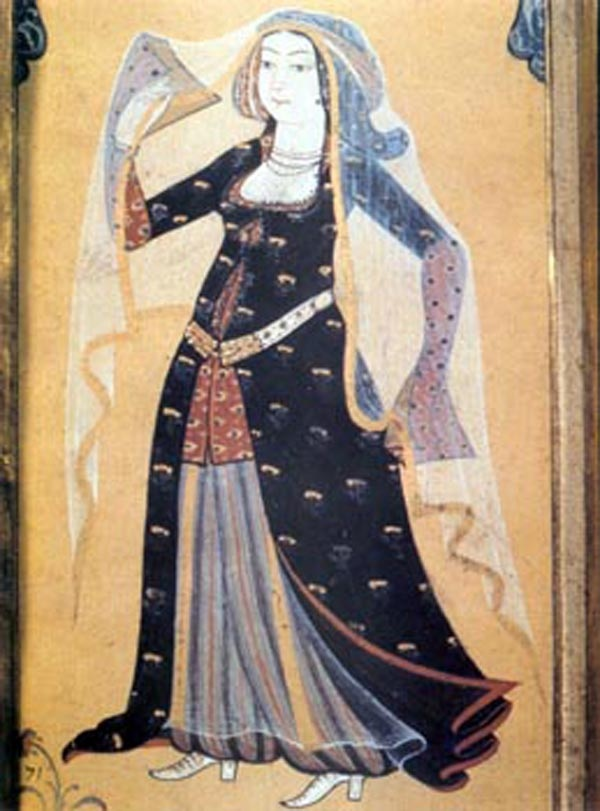
鄂圖曼細密畫中穿著絲綢衣服的宮女

宮女會按照職級領取俸錢，俸錢每三個月發放一次，部份高級女官如總管女官及其下屬首席御前女官的俸錢為每月發放。各級宮女俸祿的實際金額隨時代而改變。據瑞典東方學家伊格內修斯·穆拉德熱亞·多桑的資料，蘇萊曼二世在位的1689年起，總管女官月俸10000庫魯仕，而司事女官、掌事女官、見習宮女及初級宮女的俸錢是每三個月發放一次，依次為250、200、50和35庫魯仕。到了十八世紀後期，宮女俸錢較之前大幅下降，總管女官和司庫女官月俸分別只有2500和1500庫魯仕。此外，每名宮女每年可獲發兩套布衣服、一套絲綢衣服、一些做襯衫的淡色布料和做手帕的淡色零料。
每逢節日、皇室婚禮、皇室人員誕辰、皇子皇女出生等喜慶日子，宮女都會獲得賞賜錢財或禮物。

## 出路
宮女至少要在宮中任職九年才可退宮（土耳其語：Cirag gikma），蘇丹會給她們退宮的文書，此後她們就有行動自由，可以婚嫁。蘇丹也常會為她們安排婚配和提供嫁妝。一些在主人去世後即退休但未達退宮年期，或可退宮但選擇繼續留在宮中的宮女，會被安排住在後宮內稱為宮中之家（土耳其語：satay ocagi）的宮室。宮女如在宮中任職時去世，其財產將會留給蘇丹。即使是已退宮甚至已婚的宮女，未得後宮宦官同意下，任何人皆不得取走其遺產。
宮女若被蘇丹臨幸（土耳其語：Nöbet gecesi）有機會被封為妃嬪，被臨幸的宮女稱為寵宮人（土耳其語：Has odalik），有些會被封為最低級的妃嬪睞人（土耳其語：Gözde），如受到蘇丹寵愛會再晉幸人（土耳其語：Ikbal）），幸人如懷孕並產下子女，則晉為御妻，並有機會再晉為可敦（土耳其語：Hatun）或妃，甚至蘇丹夫人或皇后。此外，亦有些才貌出眾的宮女會被皇子選為妻妾。然而，未被皇子正式納為妻妾的宮女若與皇子發生性關係並懷孕，會被強制墮胎。

## 西方視角中的鄂圖曼宮女

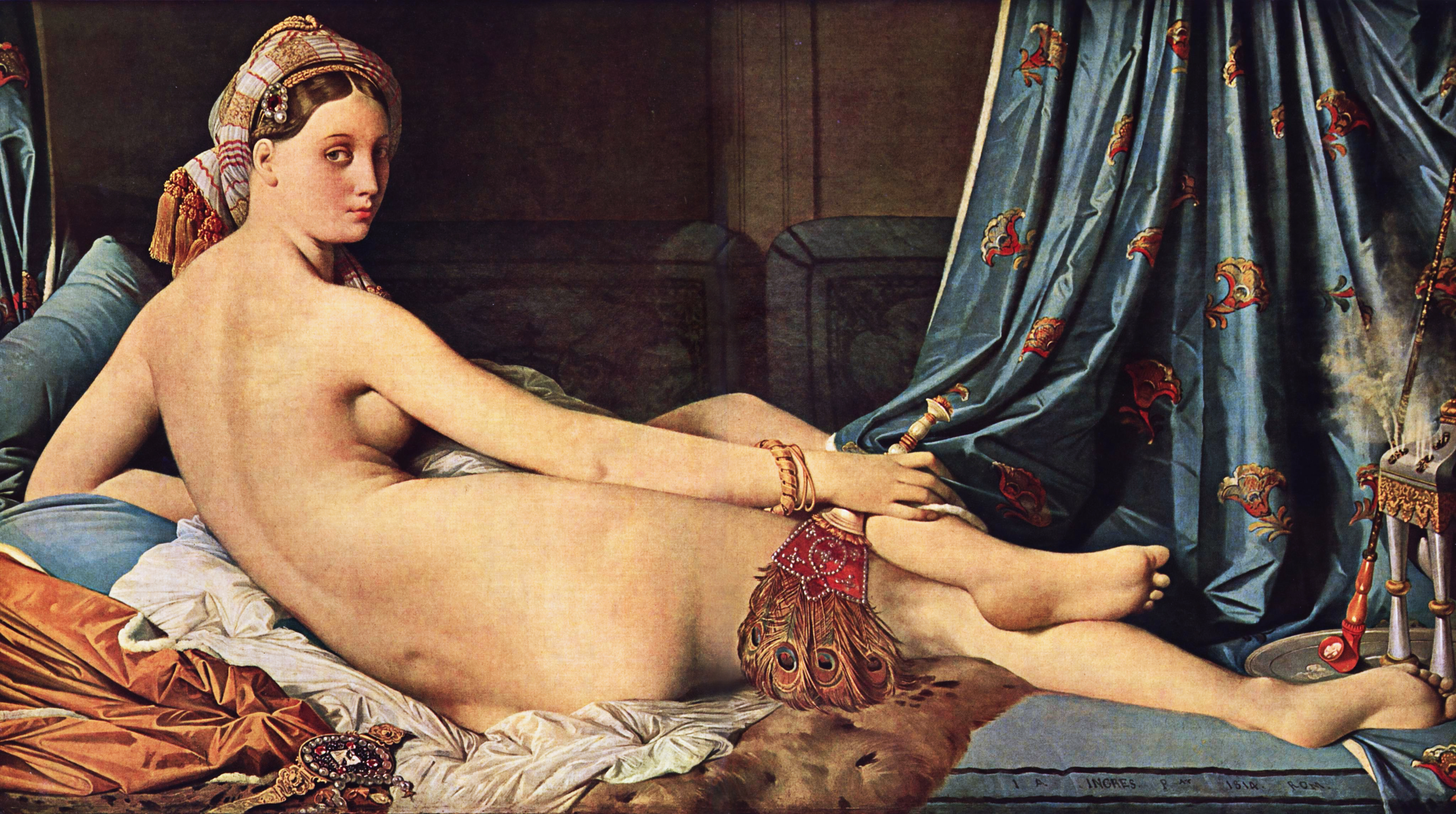
法国画家让·奥古斯特·多米尼克·安格尔的《大宮女》，畫中的女性為東方主義中典型的鄂圖曼宮女形象

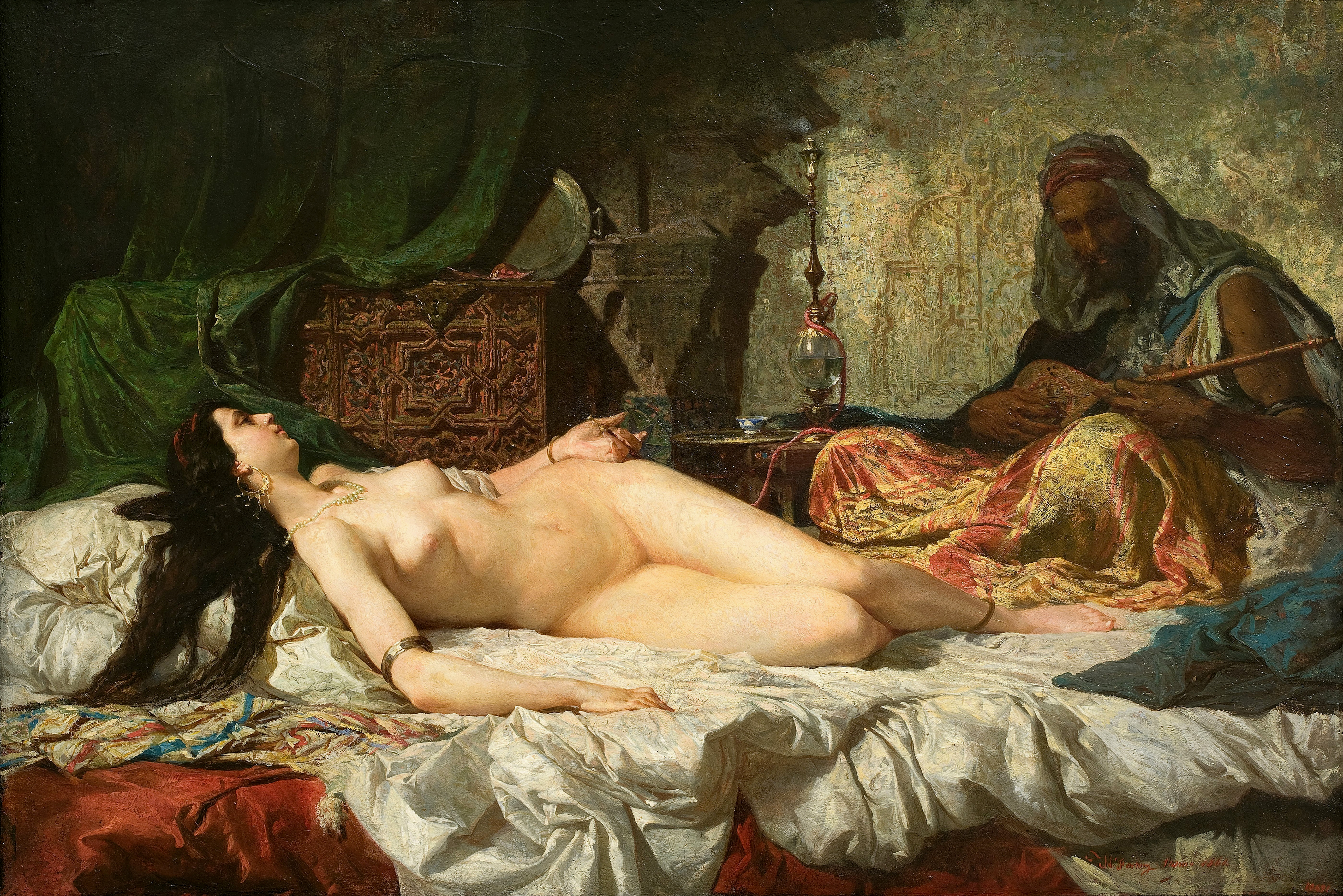
宮女（La odalisca），作者是加泰罗尼亚马里亚·福尔图尼，1861年，收藏于加泰罗尼亚国家艺术博物馆

西方在十八至十九世紀興起東方主義，這種視角下的中東被認為是令人沉醉、充滿刺激和性愛的異域。而鄂圖曼後宮的宮女往往被描繪成蘇丹的姬妾或性奴，並且貪圖享樂、沉溺性愛。以法国画家让·奥古斯特·多米尼克·安格尔于1814年创作的油画《大宮女》為例，畫中的宮女全身赤裸，斜躺在床上，手持羽扇輕掃身體，右下角的煙槍暗示她有鴉片煙癮，這種女性形象在藝術作品中蘊含對男性的性暗示，也是男性投射性快感的對象。

## 外部連結
- Titles and the Social Class in the Ottoman Empire（页面存档备份，存于）
- Ottoman Imperial Palaces（页面存档备份，存于）
- Myth and Reality of the Ottoman Harem（页面存档备份，存于）
- The Structure and Hierarchy of the Harem（页面存档备份，存于）
- What was life generally like for the women in an Ottoman Sultan's harem?
- The Topkapi Palace Harem（页面存档备份，存于）